# Acatenango

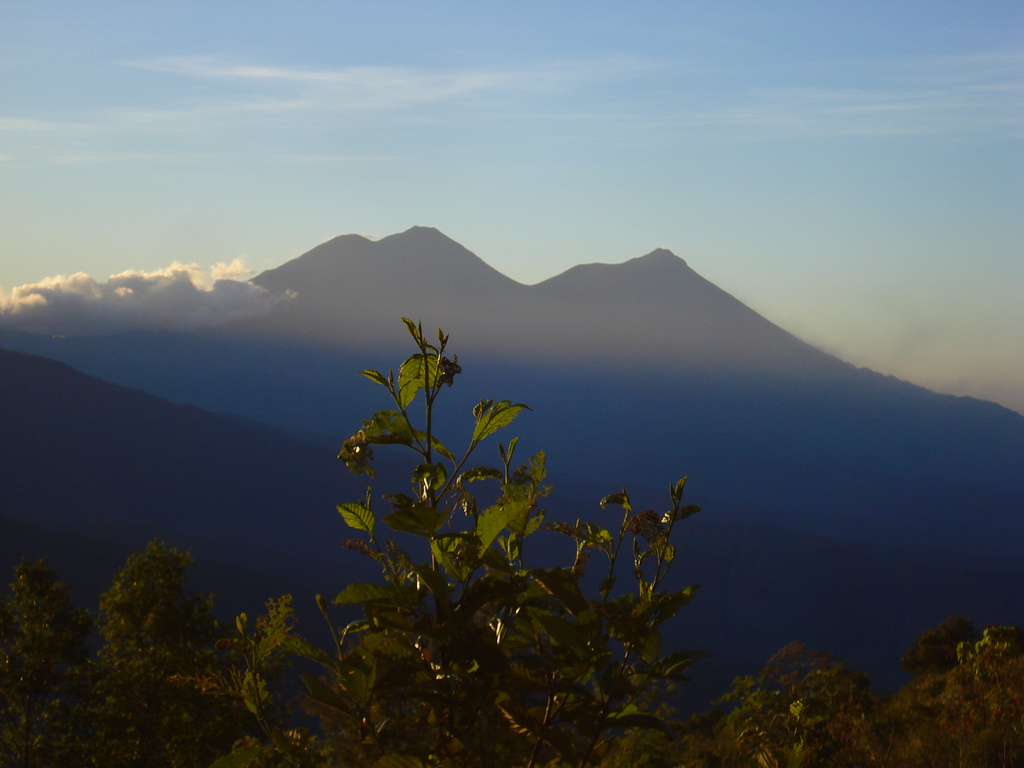
Till vänster Volcán de Agua, i mitten Acatenango och till höger Volcán de Fuego.

Acatenango är en stratovulkan i Guatemala, nära staden Antigua. Vulkanen har två toppar, Pico Mayor (högsta toppen, 3 976 m) och Yepocapa (3 880 m) som också kallas Tres Hermanas (tre systrar). Acatenango är förbunden med Volcán de Fuego och tillsammans kallas vulkankomplexet för La Horqueta.